# Charlotte Hofmann-Hege
Charlotte Hofmann (* 30. Juni 1920 als Charlotte Hege; † 10. Juni 2012 in Bad Rappenau) war eine deutsche Schriftstellerin.

## Leben
Charlotte Hege war die Tochter des Gutspächters Hans Hege und seiner Frau Julie geb. Barth und wuchs mit ihren Brüdern, darunter der spätere Heilbronner Prälat Albrecht Hege, auf der Domäne Hohebuch bei Waldenburg auf. Nach dem Abitur studierte sie ländliche Hauswirtschaftslehre und führte mehrere Jahre einen Lehrbetrieb. 1949 heiratete sie den evangelischen Pfarrer Helmut Hofmann, mit dem sie drei Kinder hatte.
Charlotte Hofmann war in der ländlichen Erwachsenenbildung tätig. Ab den 1950er-Jahren veröffentlichte sie als Charlotte Hofmann-Hege Erzählungen und Lebensbilder, die unter anderem ihren Vater, ihre Mutter und ihren Bruder zum Thema hatten und meist in christlichen Verlagen wie dem Stuttgarter Quell-Verlag und dem Heilbronner Eugen-Salzer-Verlag erschienen.
In ihrem Wohnort Bad Rappenau beteiligte sie sich rege am kulturellen Leben, auch nachdem sie im Herbst 2004 einen Schlaganfall erlitten hatte. Am 15. Juni 2012 wurde sie auf dem Friedhof in Bonfeld beerdigt.

## Werke
- So ist kein Ding vergessen. Fünf Erzählungen. (= Die neue Höhenweg-Bücherei). 1. Auflage. Quell-Verlag, Stuttgart 1956.
- Wie in einer Hängeschaukel. Eugen Salzer-Verlag, Heilbronn 1971.
- Das Tuch aus Tariverde. Johannes Kiefel, Wuppertal 1972.
- Heimkehr. Erzählung aus der Nachkriegszeit. Quell Verlag, Stuttgart 1987, ISBN 3-7918-2195-4.
- Tausend Sterne hat die Nacht. Salzer-Verlag, Bietigheim-Bissingen 1995, ISBN 3-7655-3672-5.
- Spielt dem Regentag ein Lied. Quell-Verlag, 1995, ISBN 3-7918-2232-2.
- Alle Tage ist kein Sonntag. Das Geheimnis um Rudolf Schock und die Schlossmagd. Eugen Salzer-Verlag, Heilbronn 1997, ISBN 3-7936-0299-0.
- Mein Bruder Albrecht. Am Trapez des Lebens. Eugen Salzer-Verlag, Heilbronn 1997, ISBN 3-7936-0352-0.
- Alles kann ein Herz ertragen. Die weite Lebensreise der Elisabeth Thiessen. 14. Auflage. Brunnen Verlag, 2015, ISBN 978-3-7655-3963-3.
- Unter dem Bogen des Himmels. Geschichten aus meinem Leben. Eugen Salzer-Verlag, 2000, ISBN 3-89808-008-0.
- Mutter. Die Geschichte eines erfüllten Lebens. Gütersloher Verlagshaus, 2000, ISBN 3-579-03393-X.
- Das Licht heißt Liebe. Weihnachtsgeschichten. Eugen Salzer-Verlag, Heilbronn 2000, ISBN 3-7806-5012-6.
- Geschichten aus meinem Leben. Eugen Salzer-Verlag, Heilbronn 2000, ISBN 3-7806-5008-8.
- Der Zeit Flügel geben. Eine Familiengeschichte. Verlag Brunnen, 2005, ISBN 3-7655-3813-2.
- Eine goldene Spur. Erinnerungen an meinen Vater. Verlag Ernst Kaufmann, Lahr 2006, ISBN 3-7806-3030-3.